# Patrycja z Neapolu
Patrycja z Neapolu (Konstantynopola) (ur. w VII wieku w Konstantynopolu, zm. 25 sierpnia ok. 665 roku w Neapolu) – dziewica i święta Kościoła katolickiego.

## Życiorys
Przez źródła jest uważana za postać legendarną lub częściowo legendarną. Jest znana wyłącznie z pasji kapłana Leona oraz anonimowego Greka.
Urodziła się w Konstantynopolu i pochodziła prawdopodobnie z rodu spokrewnionego z rodziną cesarza Konstansa II. Początkowo mieszkała na dworze cesarskim, lecz gdy osiągnęła wiek zamążpójścia, ówczesnym zwyczajem, zamierzano ją wydać za mąż za wybranego przez rodzinę człowieka. Chcąc uniknąć takiego losu, Patrycja udała się w podróż do Ziemi Świętej, a następnie zatrzymała się w Neapolu. Podczas pobytu w ówczesnej Italii, udała się do Rzymu, gdzie została konsekrowana. Powróciła potem do Konstantynopola, aby sprzedać wszystko, co było jej własnością i rozdać ubogim. Następnie powróciła do Neapolu, gdzie krótko potem zmarła. Jej ciało złożono w pobliskim klasztorze bazylianów św. Nikandra i św. Marcjana. Gdy później klasztor objęły benedyktynki, nazwały go klasztorem świętej Patrycji. Przy relikwiach Patrycji miało wydarzyć się wiele cudów i uzdrowień, co prawdopodobnie upowszechniło jej kult w Neapolu.
W 1625 roku Patrycja została ogłoszona patronką Neapolu.
Jej wspomnienie liturgiczne obchodzono 25.